# Peniophora pseudopini
Peniophora pseudopini är en svampart som beskrevs av Weresub & I.A.S. Gibson 1960. Peniophora pseudopini ingår i släktet Peniophora och familjen Peniophoraceae.   Inga underarter finns listade i Catalogue of Life.